# Bonnal
Bonnal je priimek več oseb:
- Guillaume Bonnal, francoski general
- Joseph Ermend Bonnal, organist in skladatelj